# Section Z
Section Z (セクションZ Sekushon Z?) är ett shoot 'em up-spel från Capcom, ursprungligen utgivet som arkadspel 1985. Spelet porterades till NES 1987. Det ursprungliga arkadspelet finns även i Capcom Classics Collection Vol. 1 till PlayStation 2 och Xbox.

## Handling
Spelet utspelar sig ett oangivet år under tredje millenniet efter Kristi födelse, och går ut på att infiltrera och förstöra en utomjordisk rymdstation, som ligger i omloppsbana runt Jorden. Rymdstationen används som bas av det utomjordiska "Balangoolimperiet".

### Fotnoter
1. 1 2 3  ”Section Z”. NES DB. 1 mars 1987. Arkiverad från originalet den 11 mars 2015. https://web.archive.org/web/20150311182620/http://www.nesdb.se/game_more.php?id=1278&rid=1. Läst 22 april 2014.
2. ↑  
  Capcom.
  Section Z.    Arcade.     Bana/område: Operator's manual, page 5.
3. ↑  ”The Arcade Flyer Archive - Video Game Flyers: Section Z, Capcom”. http://flyers.arcade-museum.com/?page=thumbs&db=videodb&id=953.